# Scopula gaudialis
Scopula gaudialis är en fjärilsart som beskrevs av Louis Beethoven Prout 1928. Scopula gaudialis ingår i släktet Scopula och familjen mätare. Inga underarter finns listade.